# Megascolia
Megascolia es un género de grandes avispas solitarias de la familia de los escólidos, las especies clasificadas bajo este género incluyen algunas de las avispas más grandes del mundo. Sus larvas se alimentan de grandes escarabajos, como el escarabajo rinoceronte europeo (Oryctes nasicornis) y el escarabajo Atlas (Chalcosoma atlas).

## Especies
Las siguientes especies se clasifican en el género Megascolia, que se divide en dos subgéneros, Megascolia y Regiscolia:

### SubgéneroMegascolia
- Megascolia procer (Illiger, 1908)
- Megascolia speciosa (Smith, 1857)
- Megascolia velutina (Saussure, 1859)

### SubgéneroRegiscolia
- Megascolia alecto (Smith, 1858)
- Megascolia azurea (Christ, 1791)
- Megascolia bidens (Linnaeus, 1767)
- Megascolia capitata (Fabricius, 1804)
- Megascolia fulvifrons (Saussure, 1854)
- Megascolia maculata (Drury, 1773)
- Megascolia philippinensis (Rohwer, 1921)
- Megascolia rubida (Gribodo, 1893)
- Megascolia splendida (Saussure, 1858)